# Seven Sudamericano Femenino 2016
El Seven Sudamericano Femenino de 2016 fue la duodécima edición del principal torneo femenino de rugby 7 de Sudamérica Rugby. El certamen fue antesala del torneo de seven en los Juegos Olímpicos de Río de Janeiro 2016, teniendo la particularidad que estuvo organizado por el comité de los Juegos Olímpicos.

## Equipos participantes
- Selección femenina de rugby 7 de Argentina (Las Pumas)
- Selección femenina de rugby 7 de Brasil (Las Tupís)
- Selección femenina de rugby 7 de Chile (Las Cóndores)
- Selección femenina de rugby 7 de Colombia (Las Tucanes)
- Selección femenina de rugby 7 de Paraguay (Las Yacarés)
- Selección femenina de rugby 7 de Perú (Las Tumis)
- Selección femenina de rugby 7 de Uruguay (Las Teras)
- Selección femenina de rugby 7 de Venezuela (Las Orquídeas)

## Clasificación

### Grupo A
| Pos | Equipo    | Encuentros | Encuentros | Encuentros | Encuentros | Puntos |
| Pos | Equipo    | jugados    | ganados    | empatados  | perdidos   | Puntos |
| --- | --------- | ---------- | ---------- | ---------- | ---------- | ------ |
| 1   | Brasil    | 3          | 3          | 0          | 0          | 9      |
| 2   | Venezuela | 3          | 2          | 0          | 1          | 6      |
| 3   | Uruguay   | 3          | 1          | 0          | 2          | 3      |
| 4   | Perú      | 3          | 0          | 0          | 3          | 0      |

Nota: Se otorgan 3 puntos al equipo que gane un partido, 1 al que empate y 0 al que pierda
| 5 de marzo | Brasil | 59 - 0 | Perú |  |  |

| 5 de marzo | Venezuela | 31 - 12 | Uruguay |  |  |

| 5 de marzo | Brasil | 40 - 0 | Uruguay |  |  |

| 5 de marzo | Venezuela | 19 - 7 | Perú |  |  |

| 5 de marzo | Brasil | 22 - 0 | Venezuela |  |  |

| 5 de marzo | Uruguay | 20 - 5 | Perú |  |  |

### Grupo B
| Pos | Equipo    | Encuentros | Encuentros | Encuentros | Encuentros | Puntos |
| Pos | Equipo    | jugados    | ganados    | empatados  | perdidos   | Puntos |
| --- | --------- | ---------- | ---------- | ---------- | ---------- | ------ |
| 1   | Argentina | 3          | 3          | 0          | 0          | 9      |
| 2   | Colombia  | 3          | 2          | 0          | 1          | 6      |
| 3   | Paraguay  | 3          | 1          | 0          | 2          | 3      |
| 4   | Chile     | 3          | 0          | 0          | 3          | 0      |

Nota: Se otorgan 3 puntos al equipo que gane un partido, 1 al que empate y 0 al que pierda
| 5 de marzo | Colombia | 22 - 0 | Chile |  |  |

| 5 de marzo | Argentina | 32 - 0 | Paraguay |  |  |

| 5 de marzo | Colombia | 32 - 0 | Paraguay |  |  |

| 5 de marzo | Argentina | 41 - 0 | Chile |  |  |

| 5 de marzo | Colombia | 15 - 19 | Argentina |  |  |

| 5 de marzo | Paraguay | 10 - 5 | Chile |  |  |

## Fase final
Cuartos de final
| 6 de marzo | Brasil | 41 - 0 | Chile |  |  |

| 6 de marzo | Colombia | 36 - 5 | Uruguay |  |  |

| 6 de marzo | Venezuela | 17 - 0 | Paraguay |  |  |

| 6 de marzo | Argentina | 38 - 0 | Perú |  |  |

Semifinales de bronce
| 6 de marzo | Chile | 12 - 7 | Uruguay |  |  |

| 6 de marzo | Paraguay | 19 - 12 | Perú |  |  |

Semifinales de oro
| 6 de marzo | Brasil | 31 - 0 | Colombia |  |  |

| 6 de marzo | Argentina | 22 - 5 | Venezuela |  |  |

Partido por el 7º puesto
| 6 de marzo | Perú | 15 - 5 | Uruguay |  |  |

Final de bronce (5º puesto)
| 6 de marzo | Paraguay | 22 - 0 | Chile |  |  |

Final de plata (3º puesto)
| 6 de marzo | Colombia | 14 - 0 | Venezuela |  |  |

Final de oro (1º puesto)
| 6 de marzo | Brasil | 27 - 5 | Argentina |  |  |

| Bandera de Brasil |
| Campeón Brasil    |
| Undécimo título   |

## Posiciones finales[7]
| Posición | Selección |
| -------- | --------- |
| 1        | Brasil    |
| 2        | Argentina |
| 3        | Colombia  |
| 4        | Venezuela |
| 5        | Paraguay  |
| 6        | Chile     |
| 7        | Perú      |
| 8        | Uruguay   |